# Gred (gimnastika)
Gred je gimnastično orodje, ki se uporablja v ženski športni gimnastiki. Obstajajo tri velikosti gredi: visoka (110 cm), srednja (70 cm) in nizka (20 cm). Široka je 10 cm.